# Evighetens dårar II
Evighetens dårar II är Torture Divisions andra EP/demo i bandets andra demotrilogi; sammanlagt den femte demon de släppt, utgiven den 3 mars 2010.
Låtarna spelades in vintern 20101 och är mixade av Dan Swanö. Liksom all musik av Torture Division släpptes den gratis och finns tillgänglig för nedladdning på deras hemsida.

## Låtlista
1. Total Death Punishment - 3:02
2. Overtorture (Bound to Be Dead) - 3:51
3. Righteous Fore Ensemble - 2:34

## Medverkande
- Lord K. Philipson (gitarr)
- Jörgen Sandström (sång, bas)
- Tobias Gustafsson (trummor)

### Övrig medverkande
- F.K.Ü - Sångkörer på "Total Death Punishment"